# Futebol Clube Cristelo
O Futebol Clube Cristelo é um clube português localizado na freguesia de Cristelo, concelho de Paredes, distrito do Porto. O clube foi fundado em 1 de Outubro de 1971. Os seus jogos em casa são disputados no Campo Carvalho Maia em Cristelo Paredes.
Desde a época 2012/13 que não participa em nenhum Campeonato poderá vir a fazê-lo brevemente. A equipa de futebol sénior participou, pela última vez na época de 2010/11, da 2ª Divisão da Associação de Futebol do Porto.